# L'autobús de guerra
L'autobús de guerra (títol original: Warbus) és una pel·lícula d'acció italo-filipina de 1985, coproduïda internacionalment, dirigida per Ferdinando Baldi sota el pseudònim de "Ted Kaplan". Està doblada al català.

## Argument
Durant la guerra del Vietnam, tres soldats escorten un vell autobús escolar que transporta un grup de missioners. Completament envoltats de soldats enemics, els herois tenen una oportunitat única: fer arribar el vehicle a una antiga base militar, on poden demanar el rescat.